# Ragnar Bernhardson-Sandstén
John Ragnar Bernhardson-Sandstén, född 27 september 1883 i Örebro, död 21 augusti 1964 i Södertälje, var en svensk konstnär.
Han var son till fabrikören John Bernhard Sandstén och Olga Amalia Ljungvall samt 1914–1933 gift med Betty Katarina Ågren och från 1934 med Ruth Eleonora Lönn (1897–1952).
Bernhardson-Sandstén började sin arbetsbana som kontorist och blev senare teckningslärare vid Katrineholms tekniska skola fram till 1917 då han slutade för att studera konst. Han var elev vid Althins målarskola och Edward Berggrens målarskola 1917 och extra elev vid Konsthögskolan 1919–1921. Under 1923 studerade han vid Académie de la Grande Chaumière i Paris. Han genomförde några separatutställningar i Stockholm, den första 1930.